# Pithya
Pithya Fuckel (paterka) – rodzaj grzybów z rodziny czarkowatych (Sarcoscyphaceae).

## Charakterystyka
Przedstawiciele tego rodzaju występują w Europie i Ameryce Północnej. Spotykane są na igłach i gałęziach drzew iglastych.

## Systematyka i nazewnictwo
Pozycja w klasyfikacji według Index FungorumSarcoscyphaceae, Pezizales, Pezizomycetidae, Pezizomycetes, Pezizomycotina, Ascomycota, Fungi.
Gatunki występujące w Polsce:
- Pithya cupressina (Batsch) (Fuckel) 1870 – paterka jałowcowa
- Pithya vulgaris (Fuckel) 1870 – paterka zwyczajna

Nazwy naukowe według Index Fungorum, wykaz gatunków i polskie nazwy (propozycja) według P. Drzewieckiego.